# 시에스타

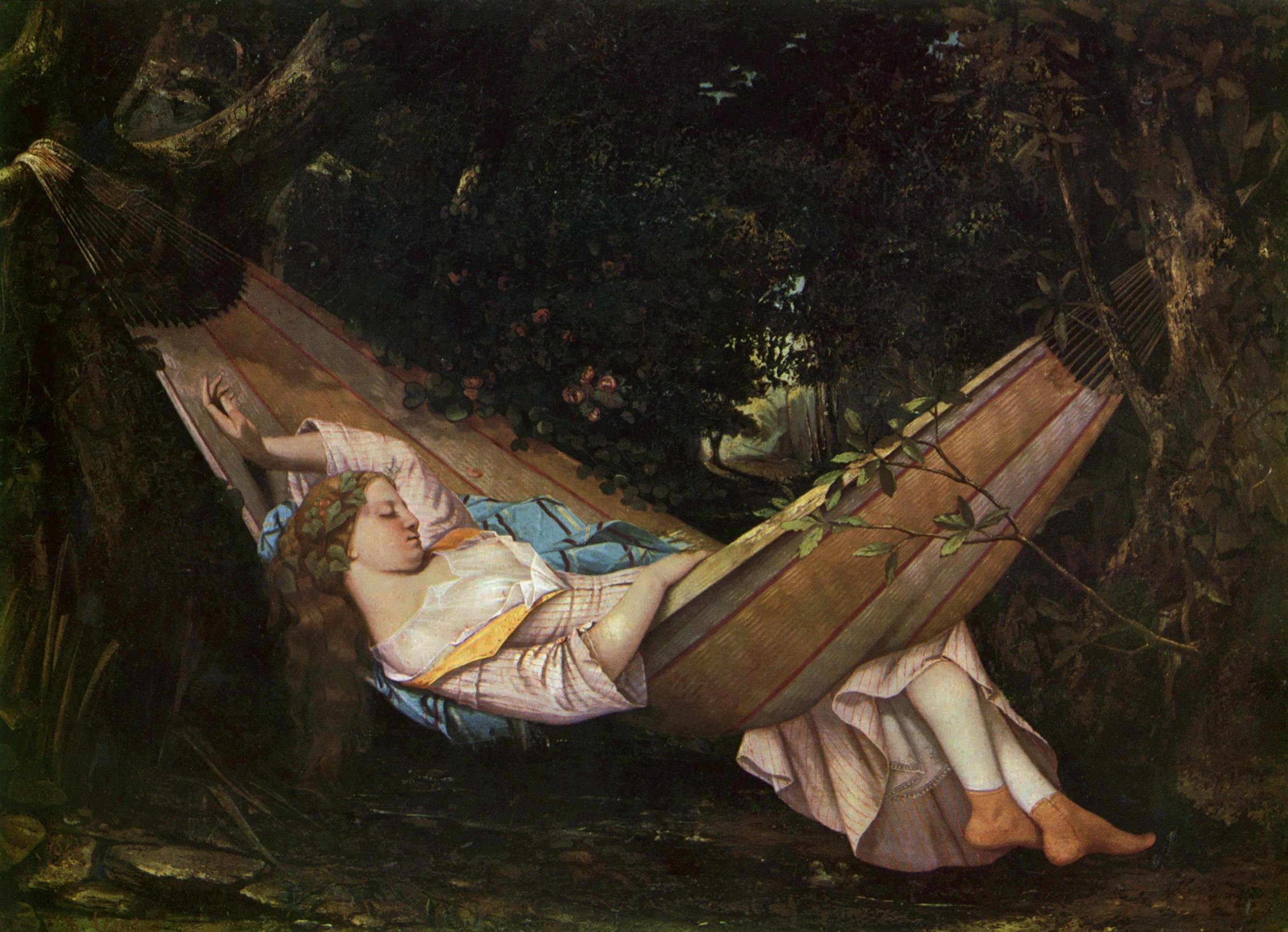

시에스타(Siesta)는 낮잠을 자는 스페인의 전통적인 습관이다. 스페인 문화의 영향으로 수많은 라틴 아메리카 국가들에서도 시에스타를 흔히 볼 수 있다. 그러나 포르투갈의 지배를 받은 브라질에서는 시에스타가 나타나지 않는다.
대개 시에스타의 원인을 높은 기온에서 찾곤 한다. 날씨가 더울 때 많은 양의 음식을 먹게 되는 것도 한 이유이다. 두 가지가 조합되어 식후 졸림증을 유발한다. 스페인어권 국가를 빼고서도 비슷한 습관은 필리핀, 중국, 베트남, 인도, 이탈리아, 그리스, 크로아티아, 몰타, 슬로베니아 등에서도 나타난다. 위 국가들은 낮 기온이 상당히 높은 것이 공통점이어서 점심 식사 후에 잠깐의 휴식이 꼭 필요한 곳이기도 하다. 중동 지역 국가에서도 잔디에 눕거나 그늘에서 쉬는 모습이 오후에 나타나는데 이것과도 일맥상통한다. 하지만 북부 스페인이나 아르헨티나 북부, 칠레는 시에스타가 존재하지만 기후는 캐나다와 비슷하기도 하다.
원 의미의 시에스타는 점심 후에 사람들이 가족이나 친구들과 시간을 가질 수 있도록 하기 위한 것이다. 하지만 현대적인 의미의 시에스타는 그 시간이 상당히 긴 편이다. 그 이유는 분분하지만 대개는 스페인 내전 동안 실직자가 폭증해 구직자들이나 일을 마친 자들이 식사를 늦게 미루고 잠을 잤다가 다시 저녁쯤에 돌아다니게 됐으므로 나타난 현상으로 보기도 한다. 하지만 이미 오래전부터 시에스타가 문화적 습관으로 자리잡은데다 라틴 국가에서도 오랜 관습이었으므로 이에 반하는 의견도 많다.

## 생물학적 필요성
낮잠은 항상성을 증진하여 생체 리듬을 최적화하도록 돕는 역할을 한다. 즉 24시간 주기로 돌아가는 인간의 생체 리듬을 잠으로 잠시 쉴 수 있도록 돕는 한편 몸이 잠에 대해 유연히 반응하도록 돕는다. 낮잠을 통해 지나친 잠을 막고 피로의 누적을 막아주는 셈이다.
초저녁이 되면 졸리는 경향이 나타나는 사람들이 있는데 이것에 대해 낮잠은 좋은 해결책이 될 수 있다. 초저녁에 기력이 소진된다는 것은 낮에 지나치게 활동을 많이 함을 의미하므로 낮에 잠시 잠을 자면 그 피곤함을 덜 수 있는 것이다.
다른 열대 기후 국가에서도 낮잠에 대한 관습이 두드러지게 나타난다. 대낮의 기온이 노동생산성을 지나치게 떨어뜨리는 경우가 이에 해당한다. 워싱턴포스트는 2007년 2월 13일 그리스의 연구 결과를 연달아 발표했다. 그리스 연구자들은 낮잠을 조금이라도 자는 사람들이 심장 발작을 일으킬 확률이 낮다는 연구결과를 발표했다.  관공서나 사무소 등에서는 인근 관련 업계와 시에스타 시간을 맞추거나 하여 영업시간을 정하기도 한다.
남아시아에서는 점심 후 낮잠이 흔하다. 하지만 이것은 산업화 이전의 일이다. 당시에는 겨자씨 기름으로 간단한 마사지를 하여 낮잠을 잤다. 방글라데시와 벵골만 서쪽 지역에서는 이러한 관습을 bhat-ghum으로 별칭하기도 하는데 한국어로 옮기면 밥잠이다. 점심 식사를 한 후에 잠깐 자는 잠이라는 뜻이다.
중국과 타이완에서도 흔한 것인데 대개 학교에서도 점심 후 30분 정도 낮잠을 잘 시간을 따로 주기도 한다. 이 때에는 모든 전등을 끄고 쉬거나 자는 것 이외에는 다른 행동을 하지 못하게 한다. 대한민국에서는 근무 중에 낮잠을 자는 경우를 볼 수 없으나 군부대의 경우 혹서기(6월 하순부터 8월 중순까지)에는 열사병으로 인한 사고 방지를 위해 점심 시간 이후 2시까지 오침을 실시하므로 오후 일과가 2시부터 시작된다.(대개의 경우는 오후 1시부터이다)
이슬람 문화에서는 기도할 시간을 마련하거나 밤 늦게 코란을 암송할 것(tahajjud)을 대비하여 15분~30분 동안 잠을 자는 것을 장려한다.

## 같이 보기
- 여름잠